# Jerebić
Jerebić is een plaats in de gemeente Velika Gorica in de Kroatische provincie Zagreb. De plaats telt 41 inwoners (2001).